# Swap (jeu vidéo)
Pour les articles homonymes, voir Swap.
Swap est un jeu vidéo de puzzle développé par Microïds, sorti en 1990 sur DOS, Amiga, Amstrad CPC, Atari ST et Commodore 64.

## Accueil
- Tilt : 17/20 (versions Amiga et DOS)[1]